# Pyxidiophoraceae
Die Familie der Pyxidiophoraceae stellt nach derzeitigem Forschungsstand die einzige Familie der Ordnung der Pyxidiophorales innerhalb der Echten Schlauchpilze.

## Merkmale
Pyxidiophoraceae bilden als Fruchtkörper meist Perithecien, selten auch Kleistothecien. Die Fruchtkörper sind mehr oder weniger durchscheinend und oft langhalsig. Es ist kein Gewebe zwischen den Schläuchen vorhanden. Die kurzlebigen Asci sind keulig und sehr dünnwandig und ohne einen apikalen Ring. Die Ascosporen sind breit spindelförmig bis keulig, ein- bis dreifach septiert, oft geschwänzt mit mehr oder weniger pigmentierten Flecken, die vermutlich Haftfunktionen haben. Es ist kein Stroma vorhanden. Wenn eine Nebenfruchtform gebildet wird, dann ist sie Chalaria-ähnlich oder wie Thaxteriola.

## Ökologie und Verbreitung
Pyxidiophoraceae leben hauptsächlich auf Dung, sie sind also koprophil und mit Milben und andere Gliederfüßern vergesellschaftet. Sie sind vor allem in den nördlichen, gemäßigten Zone verbreitet.

## Systematik und Taxonomie
Die Pyxidiophoraceae wurden 1972 von  Günter Rudolph Walter Arnold erstbeschrieben. 2001 wurde dann formal die dazugehörige Ordnung von Paul Francis Cannon beschrieben.
Folgende Gattungen gehören zur Familie:
- Mycorhynchidium mit nur einer Art
- Pleurocatena mit drei Arten
- Pyxidiophora mit 17 Arten